# 劉燕玲
劉燕玲（Low Yen Ling，1974年8月17日—）是新加坡華裔政治人物，她於2014年5月27日起擔任新加坡西南社區發展理事會市長，自2020年7月27日起擔任新加坡文化、社區及青年部政務部長	兼任新加坡貿易與工業部政務部長。劉燕玲是新加坡執政黨人民行動黨的黨員。

## 教育
劉燕玲曾就讀德明政府中學及淡馬錫初級學院，之後就讀南洋理工大學獲得商業學士學位。 